# Il comandante Johnny
Il comandante Johnny (You're in the Navy Now) è un film statunitense del 1951 diretto da Henry Hathaway.
È una commedia di guerra con protagonisti Gary Cooper, Jane Greer e Millard Mitchell. Nel cast sono presenti anche i quasi esordienti Charles Bronson (accreditato con il suo nome di nascita, Charles Buchinski), Lee Marvin e Jack Warden. È basato su un articolo pubblicato sul The New Yorker di John W. Hazard, giornalista e riservista navale che aveva prestato servizio durante la seconda guerra mondiale.

## Produzione
Il film, diretto da Henry Hathaway su una sceneggiatura di Richard Murphy con il soggetto di John W. Hazard (autore dell'articolo), fu prodotto da Fred Kohlmar per la Twentieth Century Fox Film Corporation. Un titolo alternativo fu U.S.S. Teakettle.

## Distribuzione
Il film fu distribuito negli Stati Uniti dal 23 febbraio 1951 al cinema dalla Twentieth Century Fox. È stato poi pubblicato in DVD negli Stati Uniti dalla 20th Century Fox Home Entertainment nel 2006.
Alcune delle uscite internazionali sono state:
- in Francia il 16 maggio 1951 (La marine est dans le lac)
- in Svezia il 6 agosto 1951 (Flottans Johnny)
- in Finlandia il 10 agosto 1951 (Laivaston nerot)
- in Portogallo il 29 settembre 1951 (Marinheiros de Água Doce)
- in Belgio il 14 dicembre 1951 (La marine est dans le lac e De vloot is naar de vaantjes)
- nelle Filippine il 3 giugno 1952
- in Danimarca l'11 agosto 1952 (Marinen kalder)
- in Grecia (Torpilakatos 1168)
- in Italia (Il comandante Johnny)

## Promozione
La tagline è: "Hilarious Comedy About A Snafu Ship !".

## Critica
Secondo il Morandini il film è "moderatamente divertente, con dialoghi spiritosi e poca azione", l'interpretazione di Cooper risulta "deliziosa" mentre Marvin e Bronson completano un cast che rappresenta "una buona compagnia d'attori".